# Oiceoptoma subrufum
Oiceoptoma subrufum (лат.)— вид жуков из жуков мертвое́дов.

## Описание
Продолговато-овальный плоский жук. Длина тела 12—15 мм. Окраска тела чёрная. Надкрылья бурого цвета, лишены поперечных морщинок между ребрами. Переднеспинка красновато-бурого цвета, часто с затемненным диском. Внутренние ребра на надкрыльях развиты сильнее, чем у Oiceoptoma thoracicum и ясно прослеживаются по всей длине.

## Ареал
Дальний Восток России, Япония, Восточный Китай. В России обитает на островах (Сахалин, Кунашир) и в Южном Приморье.

## Биология
Типичный лесной вид. Встречается в лесах. Предпочитает лиственные и смешанные леса, но встречается также в разреженных хвойных лесах. Обычен на падали: мелких животных, иногда крупных животных, например копытных. Кроме падали, его можно встретить на помёте, пагадках, гниющих растениях, грибах (только шляпочных) и вытекающем забродившем древесном соке. Жуки встречаются с марта по сентябрь-октябрь. Активен в дневное время суток.